# Улица Маршала Мерецкова (Санкт-Петербург)
Улица Маршала Мерецкова — улица в Красносельском районе Санкт-Петербурга. По плану, будет проходить от КАД до проектируемого участка проспекта Патриотов, в настоящее время построено два несвязанных между собой участка к югу и северу от Петергофского шоссе. В реестре городских названий определено как: «от пр. Патриотов до пр. Народного Ополчения».

## Название
В этом районе в годы Великой Отечественной войны проходил передний край обороны и ряд названий улиц и проспектов посвящен этой теме. Проектное название улицы Маршала Мерецкова было утверждено 16 октября 1978 года в память К. А. Мерецкова, Маршала Советского Союза, командующего Волховским, затем Карельским фронтом в 1941—1944 годах.

## Достопримечательности
- парк усадьбы Новознаменка

## Транспорт
- ближайшая станция метро: «проспект Ветеранов» (далее наземным транспортом)
- пересекают улицу по проспекту Ветеранов:

1. Троллейбус № 46
2. Автобус № 163, 242, 284
3. Маршрутки № 639б.